# Бранденбургский Скипетр

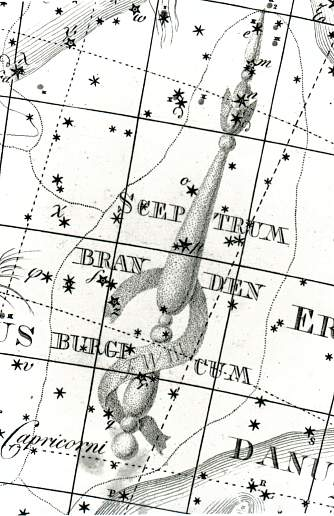

Бранденбу́ргский Ски́петр (лат. Sceptrum Brandenburgicum) — отменённое созвездие южного полушария неба. Предложено Готфридом Кирхом в 1688 году в журнале «Acta Eruditorum». Созвездие символизировало скипетр правителей Бранденбурга.

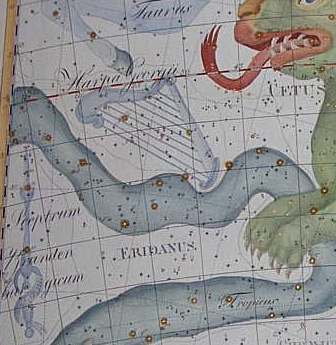
Бранденбургский Скипетр
на старинной карте

В астрономическую практику вошел, однако, лишь после публикации в атласе Боде в 1782 году. В атласе Боде созвездие располагалось между Эриданом и Зайцем. Впоследствии было отменено.